# Dudleya acuminata
Dudleya acuminata är en fetbladsväxtart som beskrevs av Joseph Nelson Rose, Nathaniel Lord Britton och Rose. Dudleya acuminata ingår i släktet Dudleya och familjen fetbladsväxter. Inga underarter finns listade i Catalogue of Life.